# Allium texanum
Allium texanum — вид трав'янистих рослин родини амарилісові (Amaryllidaceae), ендемік Оклахоми й Техасу, США.

## Поширення
Ендемік Оклахоми й Техасу США.